# Anurida anini
Anurida anini är en urinsektsart som beskrevs av Christiansen och Bellinger 1992. Anurida anini ingår i släktet Anurida och familjen Neanuridae. Inga underarter finns listade i Catalogue of Life.